# Dipodomins
Els dipodomins (Dipodomyinae) són una subfamília de rosegadors de la família dels heteròmids. Tenen una locomoció bípeda i són capaços de saltar grans distàncies. Els animals d'aquest grup són originaris dels ecosistemes desèrtics del sud-oest dels Estats Units i Mèxic, són majoritàriament herbívors recol·lectors i viuen dins de caus. Igual que els perognatins, alliberen secrecions abundants de les glàndules sebàcies.